# Baten Kaitos (estrella)
Baten Kaitos también es el nombre de un videojuego de rol para la Nintendo Gamecube
Baten Kaitos (ζ Ceti / 55 Ceti / HD 11353) es una estrella de la constelación Cetus, la ballena o el monstruo marino. Su nombre proviene del árabe batn qaytus, «vientre de la ballena». Su magnitud aparente es de +3,74.
Baten Kaitos es una gigante naranja de tipo espectral K0 III, como muchas otras visibles en el cielo, entre ellas Pólux (β Geminorum), Arturo (α Bootis) o Deneb Kaitos (β Ceti), esta última en la misma constelación. Situada aproximadamente a 260 años luz del sistema solar, su luminosidad es 260 veces mayor que la del Sol y su radio es de 25 radios solares. A diferencia de Deneb Kaitos, que es una importante fuente emisora de rayos X, Baten Kaitos no emite este tipo de radiación.
Baten Kaitos es una binaria espectroscópica; de la estrella acompañante nada se sabe, salvo el período orbital, que es de 4,5 años. Asimismo, ha sido catalogada como una estrella de bario «leve», si bien el efecto debido al bario es muy pequeño.